# Петер Бачако
Петер Бачако (угор. Péter Baczakó, 27 вересня 1951 — 1 квітня 2008) — угорський важкоатлет.
Олімпійський чемпіон 1980 року в категорії до 90 кг, бронзовий призер 1976 року в категорії до 82,5 кг.